# Берёзовка (Чусовской городской округ)
Берёзовка — деревня в Пермском крае России. Входит в Чусовской городской округ.

## Географическое положение
Деревня расположена в западной части округа менее чем в километре на юго-запад от посёлка Комарихинский.

## История
С 2004 до 2019 года входила в Комарихинское сельское поселение Чусовского муниципального района.

## Население
Постоянное население деревни составляло 52 человек в 2002 году (86 % русские), 29 человек в 2010 году.
| 2010 | 2021 |
| ---- | ---- |
| 29   | ↘12  |

## Климат
Климат умеренно континентальный. Среднегодовая температура воздуха колеблется около 0 градусов, среднемесячная температура января — −16 °C, июля — +17 °C, заморозки отмечаются в мае и сентябре. Высота снежного покрова достигает 80 см. Продолжительность залегания снежного покрова 170 дней. Продолжительность вегетационного периода 118 дней. В течение года выпадает 500—700 мм осадков.